# Gesamtverband der Arbeitnehmer der öffentlichen Betriebe und des Personen- und Warenverkehrs
Der Gesamtverband der Arbeitnehmer der öffentlichen Betriebe und des Personen- und Warenverkehrs wurde 1930 gegründet. Die freie Gewerkschaft organisierte Arbeitnehmer in öffentlichen und privaten Unternehmen in der Weimarer Republik.

## Geschichte
Die Gewerkschaft wurde auf einem Kongress am 9. Oktober 1929 in Berlin zum 1. Januar 1930 gegründet. Gründungsverbände waren der Deutsche Verkehrsbund, der Verband der Gemeinde- und Staatsarbeiter und der Verband der Gärtner und Gärtnereiarbeiter. Der Verband Deutscher Berufsfeuerwehrmänner beschloss nachträglich, sich ebenfalls zum 1. Januar 1930 der neuen Gewerkschaft anzuschließen.
Bereits im Laufe des Jahres 1930 schloss sich die Deutsche Filmgewerkschaft an und zum 1. Januar 1932 folgte der Arbeitnehmerverband des Friseur- und Haargewerbes.
Der Verband war Mitglied beim Allgemeinem Deutschen Gewerkschaftsbund und international bei der Internationalen Transportarbeiter-Föderation sowie der Internationalen Föderation der Öffentlich Bediensteten.
Nach der Machtergreifung der Nationalsozialisten wurde die Gewerkschaft am 2. Mai 1933 zerschlagen. Nachfolger nach dem Zweiten Weltkrieg waren ab Juni 1946 in Ostdeutschland die Industriegewerkschaft Handel und Transport und in Westdeutschland ab Januar 1949 die Gewerkschaft Öffentliche Dienste, Transport und Verkehr.

## Vorsitzende
Jeweils als Doppelspitze.
- 1930–1932: Fritz Müntner und Oswald Schumann
- 1932–1933: Otto Becker und Anton "Toni" Reißner